# Ла-Валл (Вісконсин)
Ла-Валл (англ. La Valle) — селище (англ. village) в США, в окрузі Сок штату Вісконсин. Населення — 1420 осіб (2020).

## Географія
Ла-Валл розташована за координатами 43°34′58″ пн. ш. 90°7′51″ зх. д. / 43.58278° пн. ш. 90.13083° зх. д. (43.582732, -90.130731).  За даними Бюро перепису населення США в 2010 році селище мало площу 1,12 км², з яких 1,10 км² — суходіл та 0,02 км² — водойми. В 2017 році площа становила 1,05 км², з яких 1,03 км² — суходіл та 0,02 км² — водойми.

## Демографія
Згідно з переписом 2010 року, у селищі мешкало 367 осіб у 165 домогосподарствах у складі 97 родин. Густота населення становила 327 осіб/км².  Було 172 помешкання (153/км²).
Расовий склад населення:
| - 97,5 % — білих - 1,6 % — азіатів - 0,3 % — чорних або афроамериканців |

До двох чи більше рас належало 0,5 %. Частка іспаномовних становила 2,2 % від усіх жителів.
За віковим діапазоном населення розподілялося таким чином: 20,4 % — особи молодші 18 років, 60,8 % — особи у віці 18—64 років, 18,8 % — особи у віці 65 років та старші. Медіана віку мешканця становила 39,1 року. На 100 осіб жіночої статі у селищі припадало 103,9 чоловіків;  на 100 жінок у віці від 18 років та старших — 96,0 чоловіків також старших 18 років.
Середній дохід на одне домашнє господарство  становив 50 740 доларів США (медіана — 38 750), а середній дохід на одну сім'ю — 68 424 долари (медіана — 61 250). Медіана доходів становила 36 719 доларів для чоловіків та 32 000 доларів для жінок. За межею бідності перебувало 12,6 % осіб, у тому числі 19,2 % дітей у віці до 18 років та 16,7 % осіб у віці 65 років та старших.
Цивільне працевлаштоване населення становило 176 осіб. Основні галузі зайнятості: виробництво — 25,6 %, освіта, охорона здоров'я та соціальна допомога — 18,2 %, транспорт — 11,4 %, роздрібна торгівля — 11,4 %.